# Badula borbonica
Badula borbonica A.DC. – gatunek roślin z rodziny pierwiosnkowatych (Primulaceae). Występuje endemicznie na wyspie Reunion. 

## Morfologia
PokrójZimozielone drzewo dorastające do 10 m wysokości.
LiścieBlaszka liściowa jest nieco skórzasta i ma odwrotnie jajowaty kształt. Mierzy 18–30 cm długości oraz 4–10 cm szerokości, jest całobrzega, ma zbiegającą po ogonku nasadę i wierzchołek od tępego do spiczastego. Ogonek liściowy jest nagi i ma 4–20 mm długości.
KwiatyZebrane w wiechach o długości 8–22 cm, wyrastających z kątów pędów lub niemal na ich szczytach. Mają 5 działek kielicha o trójkątnym kształcie i dorastające do 1–2 mm długości. Płatków jest 5, są odwrotnie jajowate i mają białawą barwę oraz 2–4 mm długości.
OwocPestkowce mierzące 5-6 mm średnicy, o kulistym kształcie.